# Gajah Mulya
Gajah Mulya is een bestuurslaag in het regentschap Ogan Komering Ilir van de provincie Zuid-Sumatra, Indonesië. Gajah Mulya telt 585 inwoners (volkstelling 2010).